# Stamnodes splendorata
Stamnodes splendorata är en fjärilsart som beskrevs av Richard F. Pearsall 1909. Stamnodes splendorata ingår i släktet Stamnodes och familjen mätare. Inga underarter finns listade i Catalogue of Life.